# Szőcs Ráchel
Szőcs Ráchel (leánykori neve: Márton Ráchel; Magyardécse, 1928. január 28. –) erdélyi magyar műfordító, szerkesztő. Szőcs Géza anyja, Szőcs István felesége.

## Életútja, munkássága
Középiskolai tanulmányait Désen és Kolozsváron folytatta, 1947-ben érettségizett. A Bolyai Tudományegyetemen orosz nyelv és irodalom szakon szerzett diplomát 1951-ben.
1951–54 között az Orosz Könyv kiadónál, 1955–57 között az Utunknál, 1957–58-ban a Napsugárnál dolgozott. 1950-től jelentek meg fordításai orosz nyelvből, ezeket az Utunk és az Igaz Szó közölte.
Nyelvtanítónk, a Víz című tanulmánya Sz. Márton Ráchel név alatt a Zöldövezetben (1993/2), Szőcs Istvánnal együtt írt Nyelvek háborúja című sorozata, amelyben a földművelés magyar és szláv szókincsbeli szavait hasonlította össze, a Helikonban (1999/1–6) leánykori nevén (Márton Ráchel) jelent meg.

## Kötete
- Bozsor kutya esete (gyermekversek, Bukarest, 1967)

## Fordításai

### Oroszból
- Gudzij: Tolsztoj Leó (név nélkül, Bukarest, 1950)
- Jemeljanov: Történetek Gajdárról (Márton Ráchel néven, Bukarest, 1952)
- Gorkij: Ének a sólyommadárról (Bukarest, 1952)
- Csehov: Az irodalomtanár (név nélkül, Bukarest, 1953)
- Olesz Goncsár: Útközben (Szőcs Ráchel néven, Sütő Andrással, Bukarest,  1953)
- Truszov: Kitárul a kapu (Piroska Ferenccel, Bukarest, 1953)
- V. Kucserjavenko: Amerikai partokon (Piroska Ferenccel, Bukarest, 1953)
- Fonvizin: A tökfilkó (Sütő Andrással, Bukarest, 1954)
- Gladkov: Masa, a zapoljei asszony (Kós Károllyal, Bukarest, 1954)
- Gyemjan Bednij: Szúnyogok (Kacsir Máriával, Bukarest, 1955)
- N. Dubov: Az árva fiú (Sz. Márton Ráchel néven, Bukarest, 1957)
- Vera Panova: Szerjozsa (Bukarest, 1958)
- Turgenyev: Elbeszélések (Áprily Lajossal, Bukarest, 1957)
- Gladkov: A nyíres (Bukarest, 1959)
- A. Tolsztoj: Aranyos tarajos kiskakas (Bukarest, 1960)
- Adamov: Rókanyom (Bukarest, 1960)
- Baruzgyin: Szvetlana nagylány lesz (Bukarest, 1960)
- Prisvin: A hatalom útja (Bukarest, 1961)
- Fegyin: Amikor színész voltam (Bukarest, 1962)
- Szutyejev: Mese a ceruzáról és a festékekről (Bukarest, 1962)
- Hópehelyke és a tűz (orosz népmesék, Bukarest, 1963)
- Szladkov: A csodabolygó (Bukarest, 1965)

### Románból
- Ivonne Stahl: A fény határán innen (Bukarest, 1969)
- Haralambie Zincă: És akkor ütött az óra (Bukarest, 1970)
- Ion Hobana: A szünidő vége (Bukarest, 1974)
- Damian Stănoiu: Apátnőválasztás – Szent Antal tanítványa (Bukarest, 1975; újrakiadás külön-külön kötetekben Bukarest, 1988)

### Finnből
- Sinikka Nopola – Tiina Nopola: Sáskalapka és Szőrmamuszka (társfordító Eira Pettinnen, Cimbora, 1995/1–3, 1996/1)
- Sinikka Nopola–Tiina Nopola: Sáskalapka és Szőrmamuszka világgá megy; ford. Szőcs Ráchel; Cerkabella, Szentendre, 2007